# مراسيات
المِرَّاسِيَّات (الاسم العلمي: Chiroteuthidae)، فصيلة فصيلة حبار قاعية، عادة ما تكون صغيرة إلى متوسطة الحجم، لينة نوعًا ما وهُلامية، بطيئة الحركة. توجد في معظم المحيطات المعتدلة والاستوائية، ولكنها معروفة بشكل رئيسي من شمال المحيط الأطلسي، وشمال المحيط الهادئ، ومنطقة الهندي-الهادي. تضم الفصيلة قرابة 12 نوعًا وأربعة نويعات في أربعة أجناس، اثنان منها أحاديان النمط. تُعرف أحيانًا بشكل جماعي باسم الحبار السوطي، ولكن هذا الاسم الشائع ينطبق أيضًا على Mastigoteuthidae، والتي يُتعامل معها أحيانًا على أنها فُصيلة (Mastigoteuthinae) من المراسيات.
كان الجنس Grimalditeuthis أحادي النمط لمرة واحدة (وربما لا يزال كذلك) نظرً الفصيلته الخاصة، Grimalditeuthidae. بشكل عام، لا يتم تمثيل المراسيات بشكل جيد من خلال العينات الموصوفة، لأنها غالبًا ما تتضرر أثناء الالتقاط.